# Avifauna
Als Avifauna wird die Gesamtheit aller in einer Region vorkommenden Vogelarten bezeichnet. Der Name leitet sich von den lateinischen Wörtern avis „Vogel“ und Fauna „Tierwelt“ ab. Die Vogelwelt einer Landschaft wird auch als „Ornis“ (griechisch ὄρνις ornis „Vogel“) bezeichnet.
Neben der Avifauna lassen sich auch andere Tiergruppen einer Region erfassen; diese werden entsprechend etwa als Entomofauna (Insekten), Ichthyofauna (Fische) oder Herpetofauna (Reptilien/Amphibien) benannt.

## Belege
1. 1 2  Stichwort „Avifauna“ In: Herder-Lexikon der Biologie. Spektrum Akademischer Verlag, Heidelberg 2003, ISBN 3-8274-0354-5.